# Felice Andreasi
Felice Andreasi (* 8. Januar 1928 in Turin; † 25. Dezember 2005 in Asti) war ein italienischer Schauspieler.

## Leben
Andreasi begann 1963 in seiner Heimatstadt als Kabarettist aufzutreten und ging dann nach Mailand, wo er im Derby mit seinen absurden und surrealen Monologen großen Erfolg hatte. Im Theater spielte er 1968 Balzac, 1969 nahm er seine erste Fernsehrolle an und spielte in Aiuto, è vacanza! und anderen Filmen. 1973 war er neben Aurelio Ponzoni und Renato Pozzetto (als Cochi e Renato) der Protagonist der Fernsehshow Il poeta e il contadino, die Beppe Recchia inszenierte und für die RAI ein gewagtes, letztlich erfolgreiches Experiment auf neuem Terrain darstellte. 1984 war er mit Maurizio Nichetti am Format Quo vadiz beteiligt. Andreasis Filmrollen sind weniger ausgeprägt, bieten aber meist gekonnte Darstellungen von Herren reiferen Alters in Nebenrollen, oft für Pasquale Festa Campanile und neben Adriano Celentano. Für seine Rolle in Brot und Tulpen wurde Andreasi 2000 mit dem Nastro d’Argento für die beste Nebenrolle ausgezeichnet.
Andrasi gilt als einer der bedeutendsten Vertreter des satirischen Theaters. Eine Bühnen-Inszenierung von Warten auf Godot, in der er neben Enzo Jannacci spielte, wurde 1992 ein Erfolg.

## Filmografie (Auswahl)
- 1977: Der Supertyp (Ecco noi per esempio)
- 1978: Wie man seine Frau verliert und eine Freundin gewinnt (Come perdere una moglie e trovare un'amante)
- 1979: Erste Klasse (Un amore in prima classe)
- 1981: Ornella – Die Unwiderstehliche (Nessuno è perfetto)
- 1982: Bingo Bongo
- 1989: Eine Geschichte von Männern und Frauen (Storia di ragazzi e ragazze)
- 1991: Der Fall Martello (Il caso Martello)
- 1993: Die gespaltene Seele (Un'anima divisa in due)
- 2000: Brot und Tulpen (Pani e tulipani)